# Lignes 2 et 3 du métro léger de Sydney
 (février 2025).
Si vous disposez d'ouvrages ou d'articles de référence ou si vous connaissez des sites web de qualité traitant du thème abordé ici, merci de compléter l'article en donnant les références utiles à sa vérifiabilité et en les liant à la section « Notes et références ».
La ligne 2 Randwick et la ligne 3 Kingsford (en anglais : CBD and South East Light Rail) sont deux lignes du métro léger de l'agglomération de Sydney, en Australie.  Elles sont exploitées par Transdev Sydney, filiale du groupe Transdev.

## Tracé et stations
Les deux lignes totalisent 19 stations sur un parcours de 12 km qui comprend une section commune entre Circular Quay, à la pointe nord du centre-ville, et la station Moore Park au sud-ouest où elles bifurquent. La ligne 2 poursuit jusqu'à Randwick et la ligne 3 jusqu'à Juniors Kingsford.
Les rames circulent comme des tramways classiques sur la voirie le long du tronçon commun avant d'emprunter un tunnel en site propre au niveau du parc Moore. La ligne 2 se poursuit ensuite sur une plateforme en site propre cependant que la ligne 3 utilise principalement une voie établie sur la voirie.

## Historique
Après le succès de la ligne 1 dont le dernier prolongement est mis en service en 2014, les travaux pour la construction d'une deuxième ligne sont lancés l'année suivante. Après quatre ans de travaux, elle est mise en service le 14 décembre 2019. Le 3 avril 2020, la section entre Moore Park et Juniors Kingsford est mise en service avec la ligne 3.